# ایستگاه راه‌آهن مرکزی بولونیا
ایستگاه راه‌آهن مرکزی بولونیا (انگلیسی: Bologna Centrale railway station) ایستگاه اصلی راه‌آهن در شهر بولونیا، ایتالیا است.
این ایستگاه که در سال ۱۸۶۴ تاسیس شده در رده پنجم ایستگاه‌های پرتردد در ایتالیا با ۵۸ میلیون مسافر در سال قرار دارد.

## نگارخانه

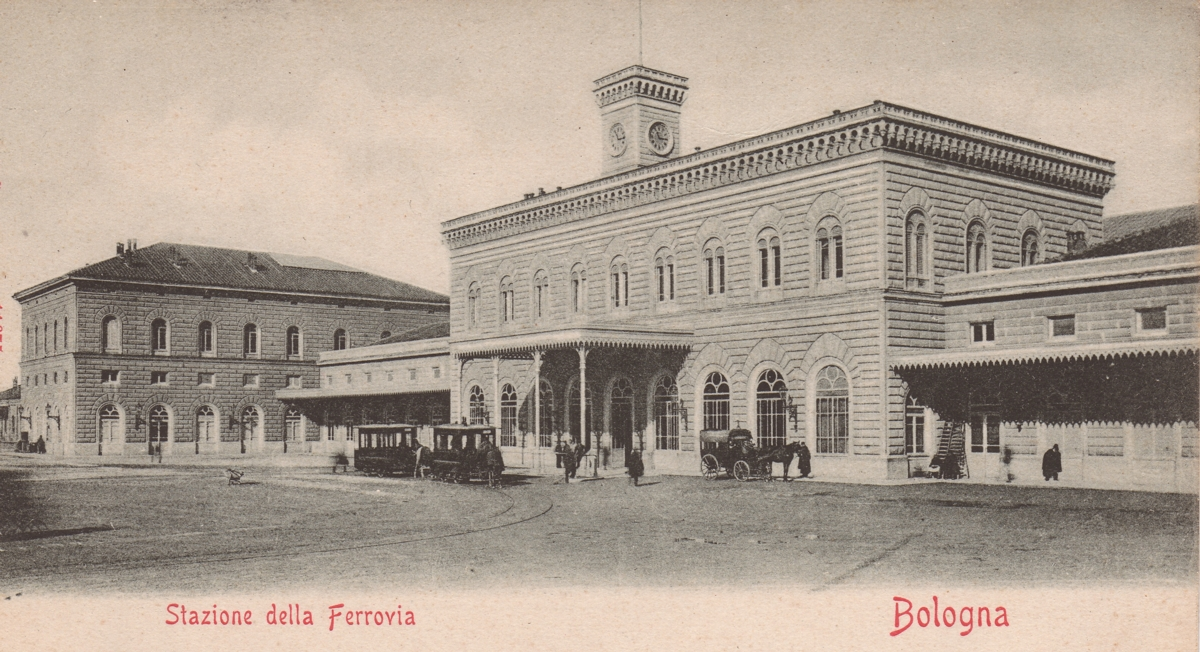
۱۹۰۰
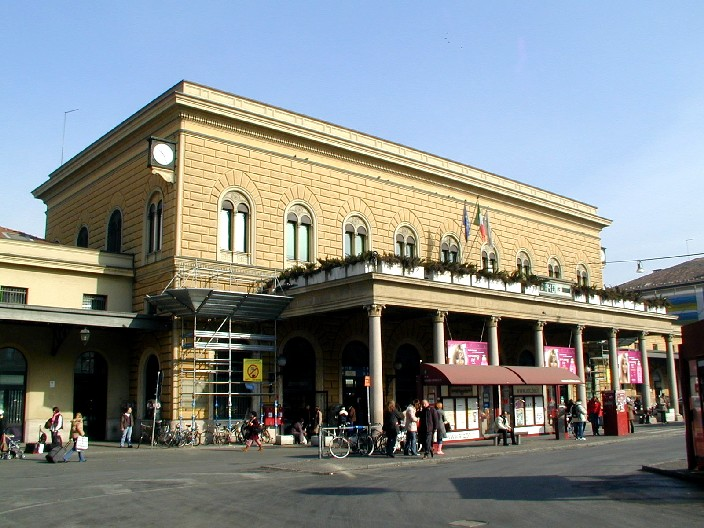
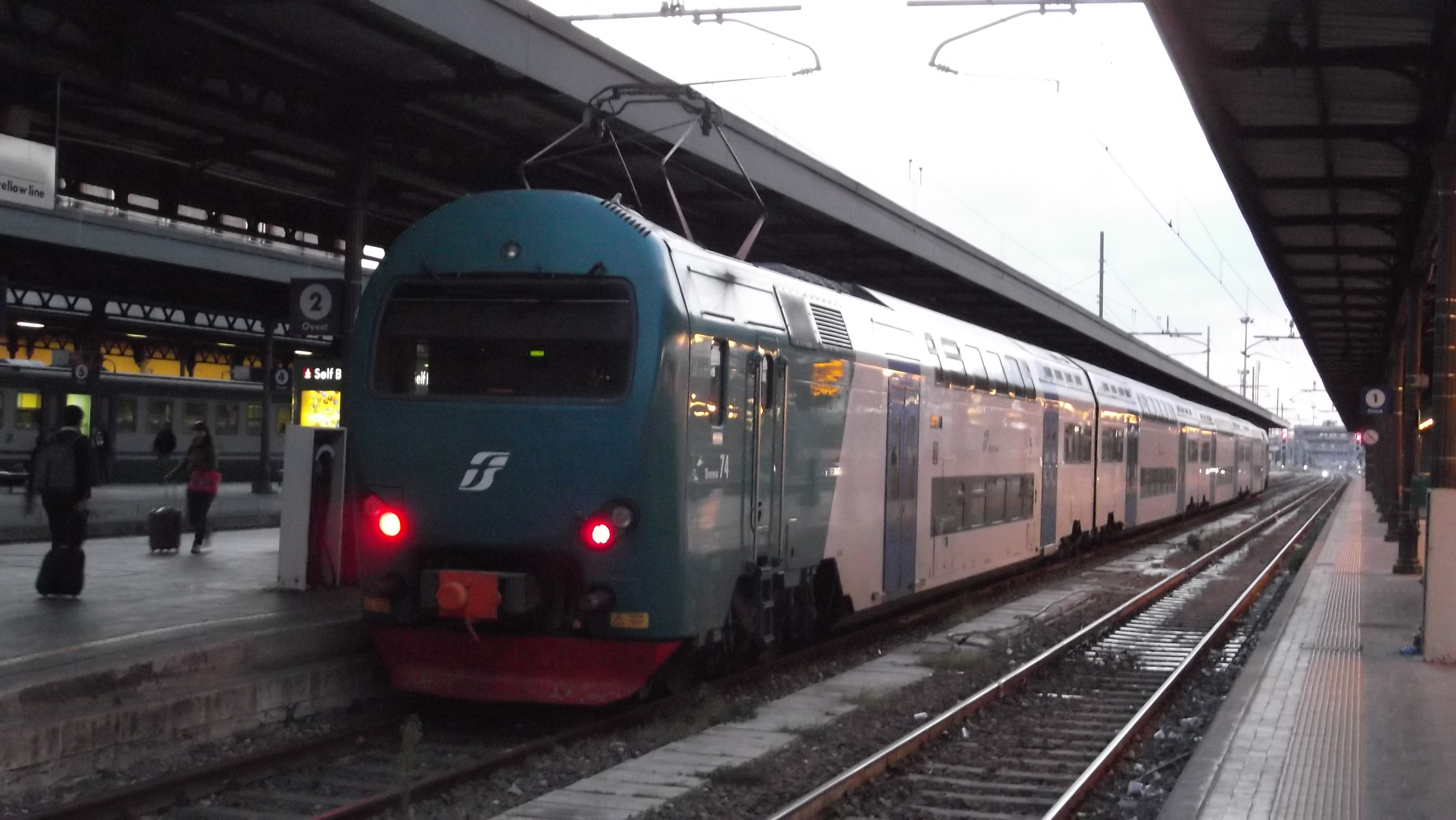
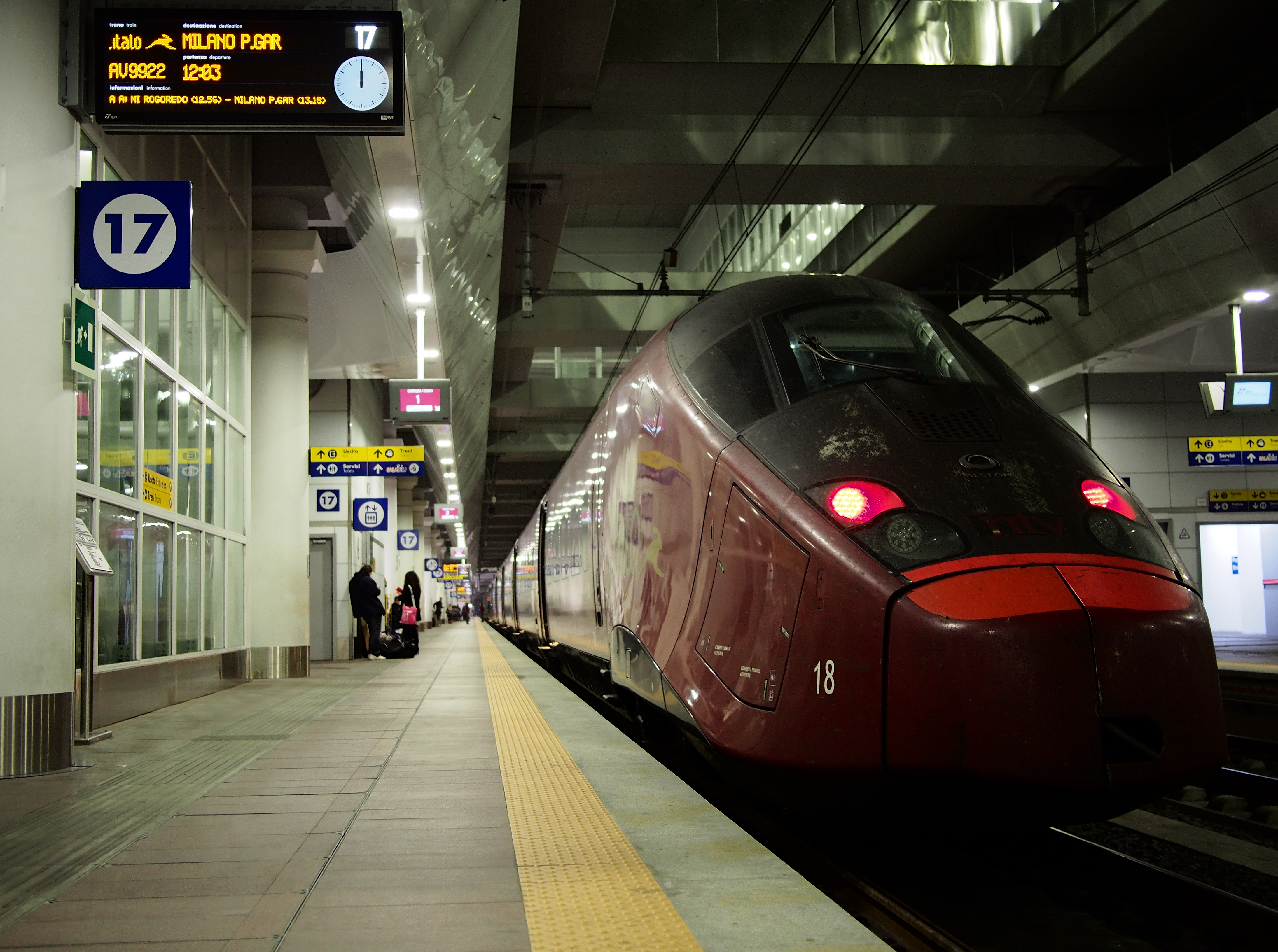
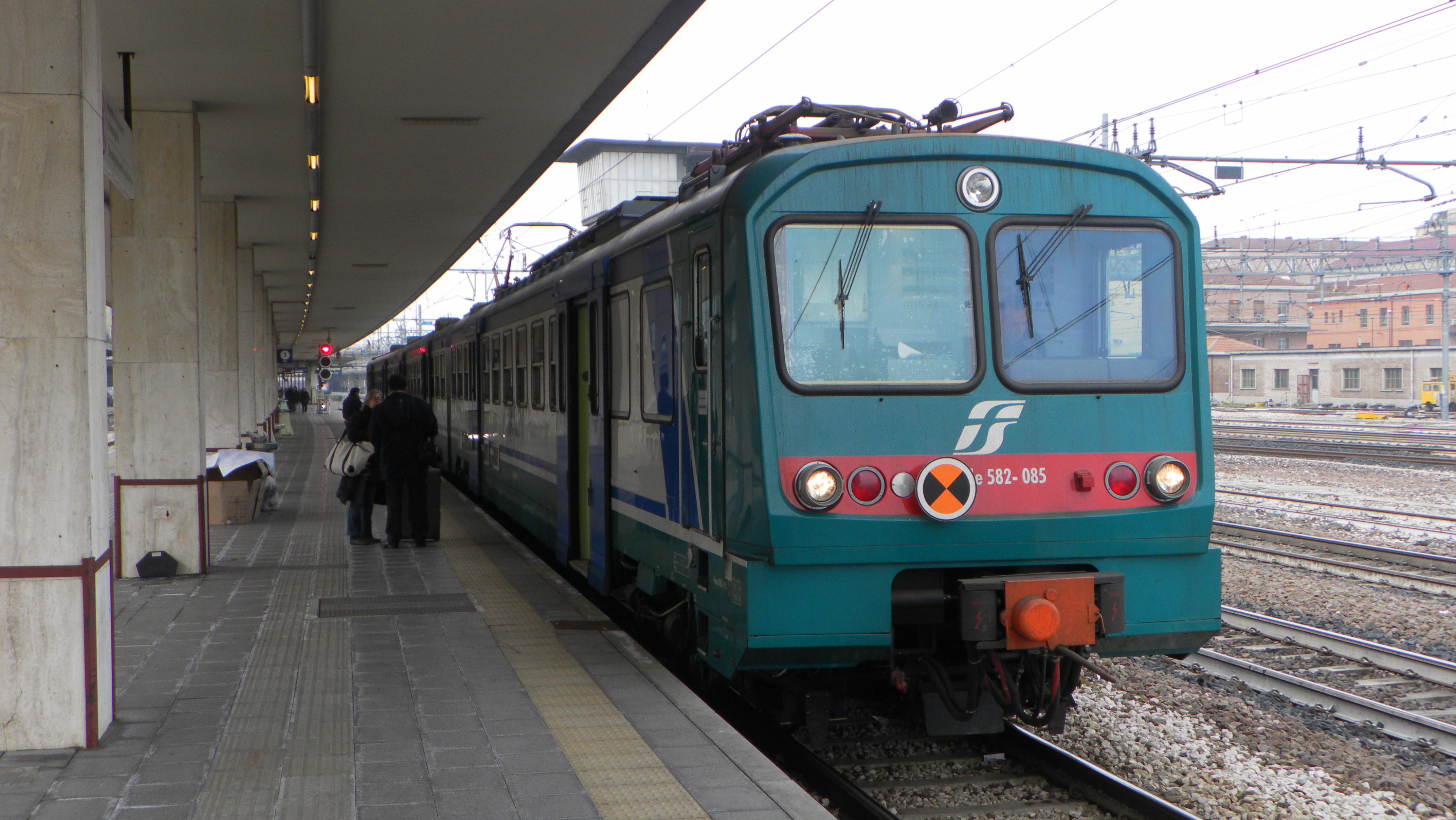
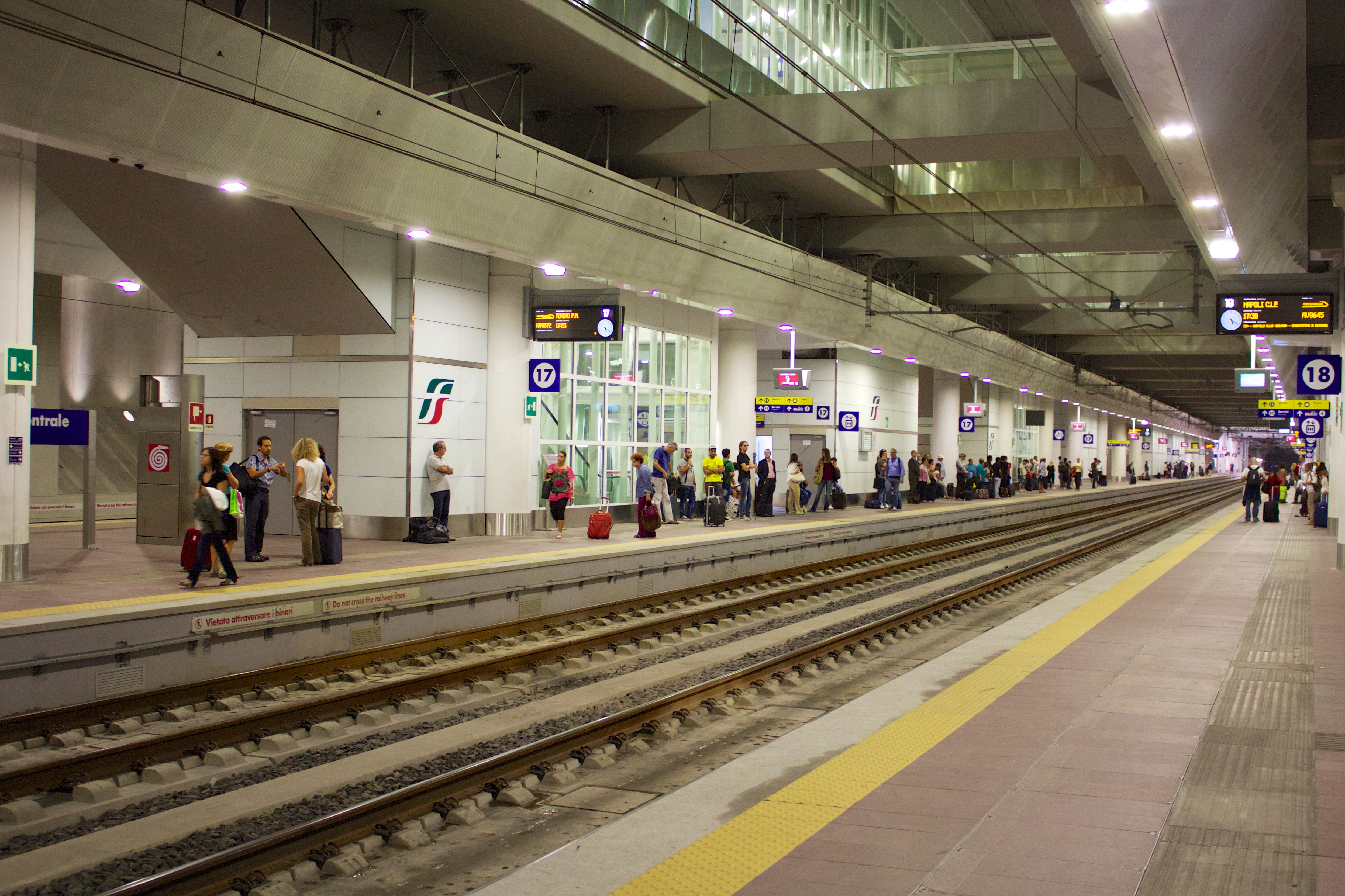
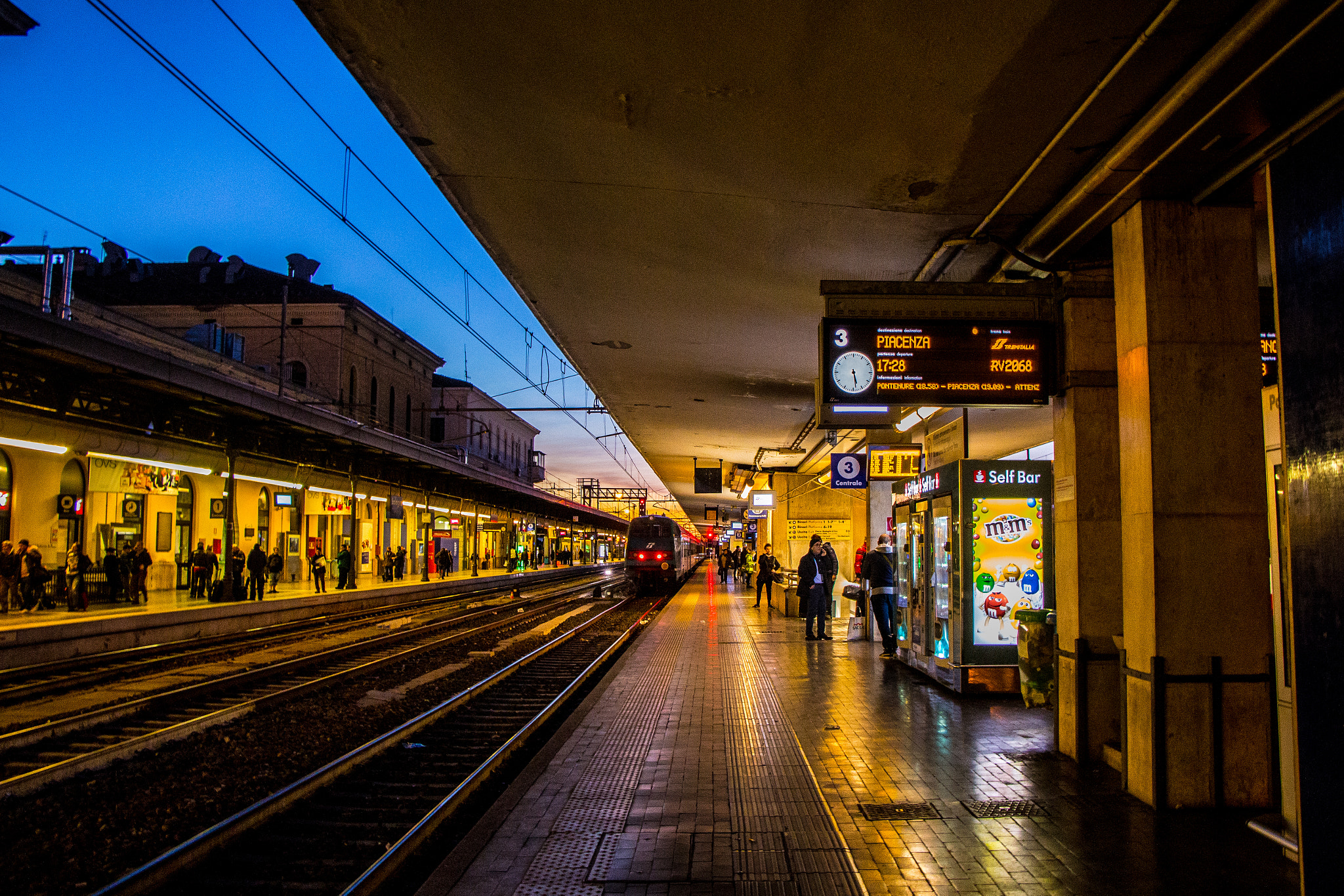
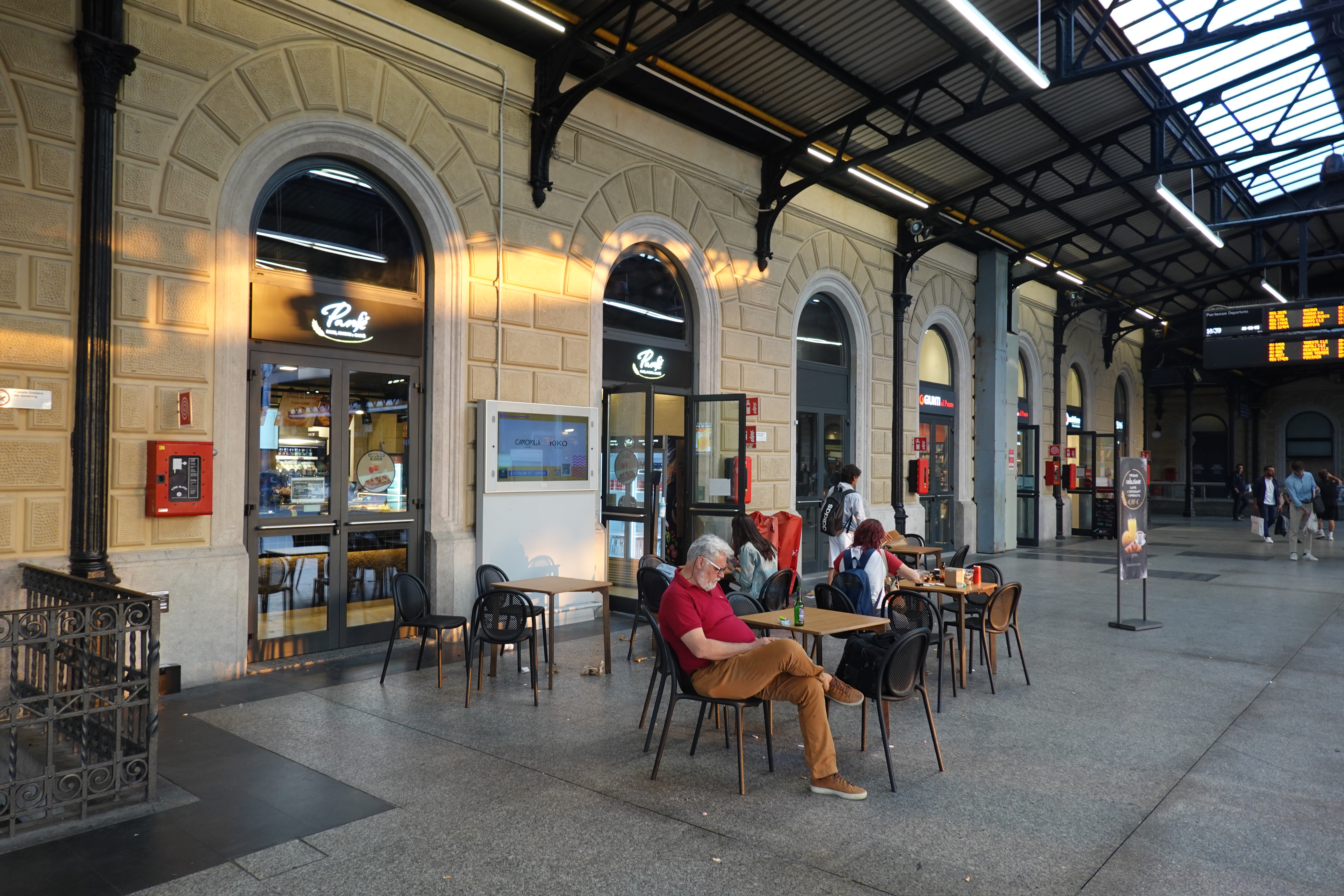